# مواطنة متلبسة بالقراءة
مواطنة متلبسة بالقراءة، مجموعة مقالات نقدية من مؤلفات الشاعرة والكاتبة العربية السورية غادة السمان، صدرت في عام 1979، عن منشورات غادة السمان في بيروت، لبنان.